# Claus D. Claussen

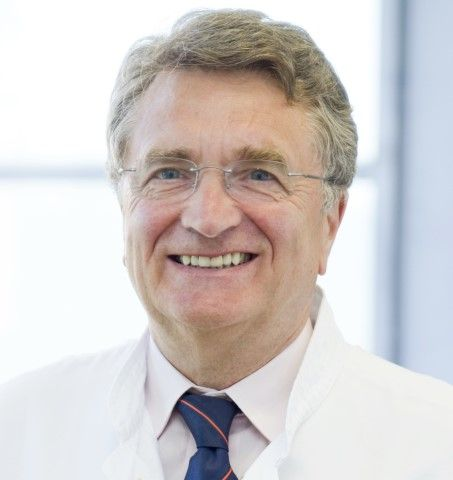
Claus D. Claussen

Claus Detlef Claussen (* 10. Oktober 1945 in Hameln, Niedersachsen) ist ein deutscher Radiologe, Nuklearmediziner und Neuroradiologe.

## Leben und berufliche Entwicklung
Claus D. Claussen wuchs in seiner Geburtsstadt Hameln auf und studierte Medizin, Philosophie und Geschichte in Erlangen und Heidelberg. 1972 wurde er mit seiner Arbeit „Sport und Herzinfarkt – Modellstudie zur Hypothesenbildung mit dem Versuch einer Klassifikation von sportlicher Betätigung“ an der Ruprecht-Karls-Universität Heidelberg zum Dr. med. promoviert. Seine Facharztweiterbildung absolvierte er am Universitätsklinikum Heidelberg und erlangte 1978 den Facharzt für Radiologie. Von 1975 bis 1978 konnte er zusätzlich wissenschaftlich am Deutschen Krebsforschungszentrum (DKFZ) am ersten Deutschen Ganzkörpercomputertomograhen arbeiten, wo er sich insbesondere mit dem Einsatz der CT bei Hirntumoren, Schädelbasis- und Gesichtsschädelprozessen, Pankreaserkrankungen und mit der CT-Bestrahlungsplanung beschäftigte. Ab 1979 war Claussen Assistenzprofessor und Oberarzt an der Strahlenklinik mit Poliklinik des Klinikums Charlottenburg (heute DRK-Kliniken Berlin-Westend) der Freien Universität Berlin, wo er 1984 leitender Oberarzt wurde. Claussen erwarb 1980 den Facharzttitel für Nuklearmedizin und habilitierte sich 1982 an der Freien Universität Berlin mit dem Thema „Dynamische Computertomographie – Grundlagen, experimentelle Kontrastmittelstudien, klinische Anwendungen“. 1989 schloss er eine weitere Qualifikation zum Facharzt für Neuroradiologie erfolgreich ab. 1986 wurde er auf eine Professur für Radiologie an die Freie Universität Berlin berufen.
1988 folgte Claussen dem Ruf auf die C4-Professur für Radiologische Diagnostik an die Eberhard-Karls-Universität Tübingen, wo er von Oktober 1988 bis März 2014 Ärztlicher Direktor der Abteilung für Diagnostische und Interventionelle Radiologie der Radiologischen Klinik, Direktor der Radiologischen Klinik und Leiter der MTRA-Schule war.
Claussen war maßgeblich an der Entwicklung der hybriden MRT/PET-Technologie zur medizinischen Bildgebung (2005) beteiligt und führte mit seinem Berliner und Tübinger Team neue Modalitäten zur Bildgebung ein, an deren Entwicklung er wesentlich beteiligt war: dynamische CT (1980), MRT-Kontrastmittel Gadolinium-DTPA (in Kooperation mit der Firma Schering an einem der ersten Kernspintomographen, 1983, gefördert durch das BMBF), Laserangioplastie, Cardio-MRT (1992), Multidetektor- und Cardio-CT (1998), 3-Tesla-MR (2000), Ganzkörper-MR (2004) und hybride PET/MRT (2005). Für seine Pionierleistung zur Entwicklung neuer Imaging-Technologien und seine Verdienste um die Europäische Radiologie erhielt Claussen 2015 die Goldmedaille der Europäischen Gesellschaft für Radiologie (ESR, European Society of Radiology).
Seit Ende der 1990er Jahre engagiert sich Claussen für die Biotechnologie an der Schnittstelle zwischen akademischer Forschung, klinischer Anwendung und Industrie. Er war einer der Initiatoren des erfolgreichen BioProfile-Antrags für die Region zwischen Stuttgart, Tübingen, Esslingen, Reutlingen und Neckar-Alb. In der Folge war er 2001 mitverantwortlich für die Gründung der BioRegio STERN Management GmbH und Mitgründer des Vereins zur Förderung der Biotechnologie Stuttgart/Tübingen/Neckar-Alb e.V. (ab 2011 „Verein zur Förderung der Biotechnologie und Medizintechnik BioMedTech e.V.“), dessen Geschicke er von 2001 bis 2014 als Vorstandsvorsitzender mitbestimmte. Von 2001 bis 2011 war Claussen zudem Vorsitzender des Vereins zur Förderung Minimal Invasiver Technik Tübingen-Tuttlingen MITT.
Claussen war gewählter Fachgutachter der DFG und Mitherausgeber und wissenschaftlicher Beirat verschiedener wissenschaftlicher Journale (Fortschritte Röntgenstrahlen RöFo, Investigative Radiology, Trauma und Beruf, Der Chirurg). Als Gutachter war er unter anderem für Radiology, European Journal of Radiology, Fortschritte Röntgenstrahlen RöFo, Investigative Radiology, Journal of Magnetic Resonance Imaging (JMRI) tätig.
2014 ging Claussen als emeritierter Professor in den Ruhestand. Claussen leitet seit 2014 den Bereich „Metabolic Imaging“ am Institut für Diabetes Forschung und Metabolische Erkrankungen, IDM, als Teil des Deutschen Zentrums für Diabetesforschung (DZD e.V.), Helmholtz Zentrum München. Weiterhin leitet er seitdem die Praxis Radiologie SpOrt Stuttgart, in der unter anderem Kadersportler des Olympiastützpunktes Stuttgart und des VFB Stuttgart betreut werden. Zudem führt Claussen seit 1. April 2016 zusammen mit Hansjörg Rempp die Radiologische Praxis Waiblingen. Seit 2015 ist er außerdem Aufsichtsratsvorsitzender der Imaging Service AG in Niederpöcking.
Claussen ist verheiratet und hat drei Kinder. Seit 1967 ist er Mitglied des Corps Onoldia.

## Soziales Engagement
Mitglied des Vorstandes des Freundeskreises des Zimmertheater Tübingen.
Mitglied im Kuratorium der Freunde der Staatsgalerie Stuttgart-Stuttgarter Galerieverein e.V.
Seit 2011 ist Claussen Mitglied im Stiftungsrat der Bürgerstiftung Tübingen.
Von Dezember 2015 bis April 2024 war Claussen 1. Vorsitzender der LAV Tübingen (Leichtathletik-Vereinigung Stadtwerke Tübingen), die seit 2017 den Erbe-Lauf in Tübingen (ehemals Tübinger Stadtlauf) ausrichtet.

## Akademische und sonstige Positionen
Positionen in der Deutschen Röntgengesellschaft (DRG):
- 1997–2009 Vorstandsmitglied
- 2001–2003 Präsident[11]
- 2003–2005 Vizepräsident

Positionen an der Eberhard Karls Universität Tübingen  und am Universitätsklinikum Tübingen (UKT)
- April 1998 – September 2000 Prodekan der Medizinischen Fakultät der Eberhard Karls Universität Tübingen
- Oktober 2000 – September 2006 (3 Wahlperioden) Dekan der Medizinischen Fakultät der Eberhard Karls Universität Tübingen
- 1998 – 2010 Mitglied des Senats der Eberhard Karls Universität Tübingen
- 2000 – 2004 Mitglied der Grundsatzkommission der Eberhard Karls Universität Tübingen
- 2000 – 2006 Mitglied des Klinikumsvorstands des Universitätsklinikums Tübingen

Sonstige:
- 1991 – 1997 Vorsitzender der Konferenz der Lehrstuhlinhaber für Radiologie (KLR), an deren Gründung er maßgeblich mitgewirkt hat
- 1993 – 1995 Vorsitzender der Vereinigung Südwest-Deutscher Radiologen und Nuklearmediziner (VSRN)
- 1997 – 2001 Mitglied des Executive Committee der European Society of Gastrointestinal and Abdominal Radiology (ESGAR)
- 2010 – 2015 Vorsitzender des Subcommittee of Ethical Compliance, European Society of Radiology (ESR)
- Seit 2005 ist Claussen Vorstandsvorsitzender der Dres.-Bayer-Stiftung, die jährlich den Württembergischen Krebspreis verleiht.

Kongresspräsidentschaften
- 1988 Kongresspräsident ESMRMB (European Society for Magnetic Resonance in Medicine and Biology) Berlin
- 1999 Kongresspräsident ESGAR (European Society of Gastrointestinal and Abdominal Radiology) Annual Meeting in Tübingen
- 1989 – 2005 Präsident des Symposiums „Radiology Today“ in Salzburg (in Kooperation mit Johns Hopkins University, USA)
- 2009 Präsident des 90. Deutschen Röntgenkongresses (DRG) Berlin
- 2007–2011 Initiator und Präsident der Deutschen Kardiodiagnostiktage in Stuttgart[14][15]

Ehrenmitgliedschaften:
- 2001: Société Francaise de Radiologie (SFR[2])
- 2002: Österreichische Röntgengesellschaft (ÖRG[2])
- 2012: Deutsche Röntgengesellschaft (DRG[16])
- 2013: European Society of Gastrointestinal and Abdominal Radiology (ESGAR[17])
- 2014: Ehrenvorstandsvorsitzender des Vereins zur Förderung der Biotechnologie und Medizintechnik BioMedTech e.V.
- 2015: VSRN Verein Südwestdeutscher Radiologen und Nuklearmediziner